# Sidney Frederick Glassman
Pour les articles homonymes, voir Glassman.
Sidney Frederick Glassman (1919-2008) est un botaniste, pteridologue américain, qui réalise des expéditions botaniques importantes au Brésil, au Honduras, et dans les Philippines , . Il a pu travailler ainsi sur de nombreux genres de palmiers.
En 1942 il obtient son M.A. .

## Publications
- bror eric Dahlgren, sidney frederick Glassman. 1972. À Revision of B.Et. Dahlgren'S Index of American Palms. 294 pp.